# Брилін Борис Андрійович
Борис Андрійович Брилін (20 листопада 1934, м. Череповець Вологодської області, РФ) — музикант-педагог, доктор педагогічних наук (1998), професор, дійсний член Академії медико-технічних наук України, заслужений працівник Вінницького державного педагогічного університету імені Михайла Коцюбинського , почесний працівник Вінницького педуніверситету, автор понад 200 наукових праць з проблем творчого розвитку студентської молоді та школярів у галузі музичної освіти.

## Життєпис
Закінчив Вінницьке музичне училище (1963) та Ленінградську вищу професійну школу культури (1968). 
1963 р. — асистент на факультеті початкових класів Вінницького державного педагогічного інституту, 
1968 — викладач музично-педагогічного факультету), 
1979—1982рр. — старший викладач, 
1982 — доцент, 
1984—1989рр.— завідувач кафедри теорії, історії музики та гри на музичних інструментах. Досліджує питання музично-творчого розвитку учнів та молоді.
1972 р. вступив до заочної аспірантури НДІ художнього виховання Академії педагогічних наук (м. Москва). Захистив кандидатську дисертацію, тема якої була пов'язана з питаннями розвитку музичного смаку учнівської молоді засобами вокально-інструментального жанру.
Ініціатор багатьох творчих та благодійних починів. Разом зі студентами музично-педагогічного факультету здійснював педагогічну опіку над неконтрольованими ВІА і рок-групами, в яких брали участь так звані «важкі» підлітки. Коли московський журналіст А. Петров побував на заняттях шкільної рок-групи при ЖЕКу № 6 м. Вінниці, де грали та співали вчорашні «музичні хулігани» і описав цей досвід у збірнику "Воспитание увлечением (Москва: Молодая гвардия, 1980). Експеримент пролунав на весь колишній Радянський Союз. Ця тема висвітлена у публікаціях: «І не тільки ансамбль», «Воспитание музыкой», «Романтика будней», «Слово бере музика» та ін. 
Як лектор республіканської категорії  Вінницького товариства «Знання» проводив цикл лекцій-концертів, присвячених 40-річчя Перемоги,  весь гонорар перерахував у Радянський фонд Миру. 
Зі своїми студентами, учасниками вокально-інструментального ансамблю «Гаудеамус», вибороли перемогу на Всесоюзному конкурсі молодих виконавців, який проходив в піонертаборі «Орльонок» (1987), а також на фестивалях у Вільнюсі (1985), Баку (1986), Керчі (1988).  
У вільний від занять час ансамблі виступали у клубах, школах області, виконуючи пісні на військову тематику. 
Про цей почин з'явилися публікації в центральних газетах («Особистий вклад», «Прошу прийняти внесок», «До портрета лектора», «Внесок музикантів» та ін.). Нагороджений почесною медаллю «Советский фонд Мира» (1986). 
1985—1989рр. обіймав посаду завідувача кафедри теорії, історії музики та гри на музичних інструментах. Організовує та проводить Всесоюзну наукову конференцію, Республіканський семінар, Всеукраїнський конкурс з виконавської практики тощо. Брав участь у роботі комісії Всесоюзної науково-методичної ради з музичних дисциплін при Міністерстві освіти СРСР (1985—1990рр.).
У 1990-ті рр.  співпрацював з Вінницьким медичним інститутом. Разом з академіком Компанцем В. С. в лабораторіях АМТН України проводив психофізіологічні експерименти зі школярами, які захоплюються нетрадиційною музикою (хеві-треш-метал). Результати дослідження виявились корисними не тільки для науковців-медиків, але й вчителів музики і всіх, хто працював з молоддю. В 1995 р. —членом-кореспондентом АМТН, 1999 р.— дійсний член АМТНУ.
1998 р. захистив дисертацію на здобуття вченого ступеня доктора педагогічних наук при Інституті педагогіки АПН України. 
2005 р. Борис Андрійович очолив новостворену кафедру ансамблевої гри та естрадного мистецтва. 
2012—2015рр.— завідувач кафедри музикознавства та інструментальної підготовки Вінницького державного педагогічного університету імені Михайла Коцюбинського.
Нині Б.А. Брилін— професор кафедри музикознавства, інструментальної підготовки та хореографії . Незважаючи на вік, переповнений творчої енергії і нових наукових ідей. Під його керівництвом захистили дисертації педагоги кафедри Теплова О. Ю., Нестерович Б. І., Грінченко Т. Д., виходять на захист Заїчко В. О., Шикирінська О. А. І досі звучить естрадний оркестр та диксиленд під керівництвом доктора педагогічних наук, професора Бриліна Б. А. Активно займається науковою діяльністю .

## Публікації
- Брылин Б. А. Музыкально-творческое развитие учащихся в условиях досуга: книга для учителя / Б. А. Брылин. — Киев,1998. — 200 с.
- Брилін Б. А. Акомпанемент та імпровізація: метод. матеріали для студентів музично-педагогічних факультетів естрадних спеціалізацій / Б. А. Брилін. — Київ, 2002. — Вип. 1. — 143 с.
- Брилін Б. А. Рок музика і молодь / Б. А. Брилін. — Київ: Знання, 2004. — 16 с.
- Брылин Б. А. Вокально-инструментальные ансамбли школьников : книга для учителя. Москва : Просвещение, 1990.—109 с.
- Брилін Б. А. Вокально-інструментальні ансамблі школярів / Б. А. Брилін. — 2-е вид. — Київ, 2006. — 123 с. ; ноти.
- Брилін Б. А. Процес аранжування як творча проблема: для викладачів і студентів вищих мистецьких навчальних закладів, наукових співробітників та вчителів музики / Б. А. Брилін ; ВДПУ ім. М. Коцюбинського. — Київ, 2007. — 123 с.
- Брилін Б. А. Музичне дозвілля молоді: соціологічний аспект / Б. А. Брилін. — Київ, 2011. — 186 с.
- Брилін Б. А. Інструментування та аранжування: тексти лекцій та практичні матеріали для студентів мистецько-педагогічних спеціальностей Інститутів і факультетів музичного мистецтва педагогічних університетів та вищих навчальних закладів культури і мистецтв, а також для учителів музики загальноосвітніх шкіл / Б. А. Брилін, Е. Б. Брилін. — 2-ге вид. — Одеса, 2012. — 745 с.
- Хрестоматія для джазових та естрадних ансамблів [Ноти] (для студентів мистецьких спеціальностей) / уклад. Б. А. Брилін. — Одеса, 2020. —132 с.
- ІРок-музика і джаз: словник-довідник (терміни, поняття, персоналії) / упоряд.: Б. А. Брилін, Н. В. Ліва. — Вінниця: Віндрук, 2015. — 175 с.
- Анотація: До збірника включено статтю Петрова А. «Эффект ВИА-терапии» про молодого викладача педінституту Бриліна Б. А., який створив вокально-інстументальний ансамбль «Поиск» і виступав з ними в кінотеатрі «Вишенька».
- Людина — оркестр (до ювілею Б. А. Бриліна) / упоряд. Б. І. Нестерович, Г. С. Тарасенко; Вінницький державний педагогічний університет імені Михайла Коцюбинського. — Вінниця: Ландо ЛТД, 2014. — 64 с.: іл.
- Брилін Б.А., Брилін Е.Б., Бриліна В.Л. Розвиток естетичної культури студентів мистецьких спеціальностей у процесі музично-творчої діяльності: теорія і методика : монографія. Вінниця : Нова книга, 2020. 320 с.
- Brylin B., Matijuk D., Brylina W.  Entwicklung der asthetischen Kultur der zukunftigen  Musiklehrer im Kontext des lebenslangen Lernens. Aktuelle Fragen der Musikausbildung und erziehung: monographie herausgegeben. Akademiker Verlag. 2020. P. 47-68.
- Брилін Б.А. Естрадно джазове сольфеджіо: навчально-методичний посібник для студентів мистецьких спеціальностей. Вінниця, 2021. 120 с.

- Frytsiuk, V.A., Brylin, B.A., Zanalnyuk, A.F.,Frytsiuk, V.M., Mykhaylyshen, A.V. Implementation of Information Technology into the Education of Music Teachers. Journal of Higher Education Theory and Practice, 2022, 22(6), pp. 35–43.